# Cort de Iaroslav
La Cort de Iaroslav (Ярославово Дворище en rus, Yaroslávovo Dvorishche) és un complex arquitectònic històric situat al barri del Mercat (Torgovia storona), que fou la residència del príncep Iaroslav a la ciutat de Nóvgorod. Avui dia està situada entre el mercat, la catedral de Sant Nicolau i l'església de Sant Procopi. El mercat, que va ser renovat i totalment modificat els segles xvi i xvii, és l'únic que ha quedat de la residència.
La cort de Iaroslav va ser anomenada així per Iaroslav el Savi qui, sent príncep de Nóvgorod —a l'època part de la Rus de Kíev— va construir-hi un palau. El vetxe de la ciutat acostumava a celebrar-se enfront de la cort de Iaroslav i, el 1224, diversos pagans acusats de bruixeria foren cremats al lloc.
Segons els estudis tradicionals, després que els novgorodians expulsessin al príncep Vsèvolod de Pskov el 1136, Nóvgorod va començar a elegir els seus propis prínceps i a prohibir-los que tinguessin terres a la ciutat. La cort de Iaroslav va deixar de ser una residència de prínceps i aquests van passar a viure a la cort de Riurik.
Com a part del centre històric de la ciutat de Nóvgorod, el claustre de la Cort de Iaroslav va ser declarat Patrimoni de la Humanitat per la UNESCO el 1992.

## Galeria

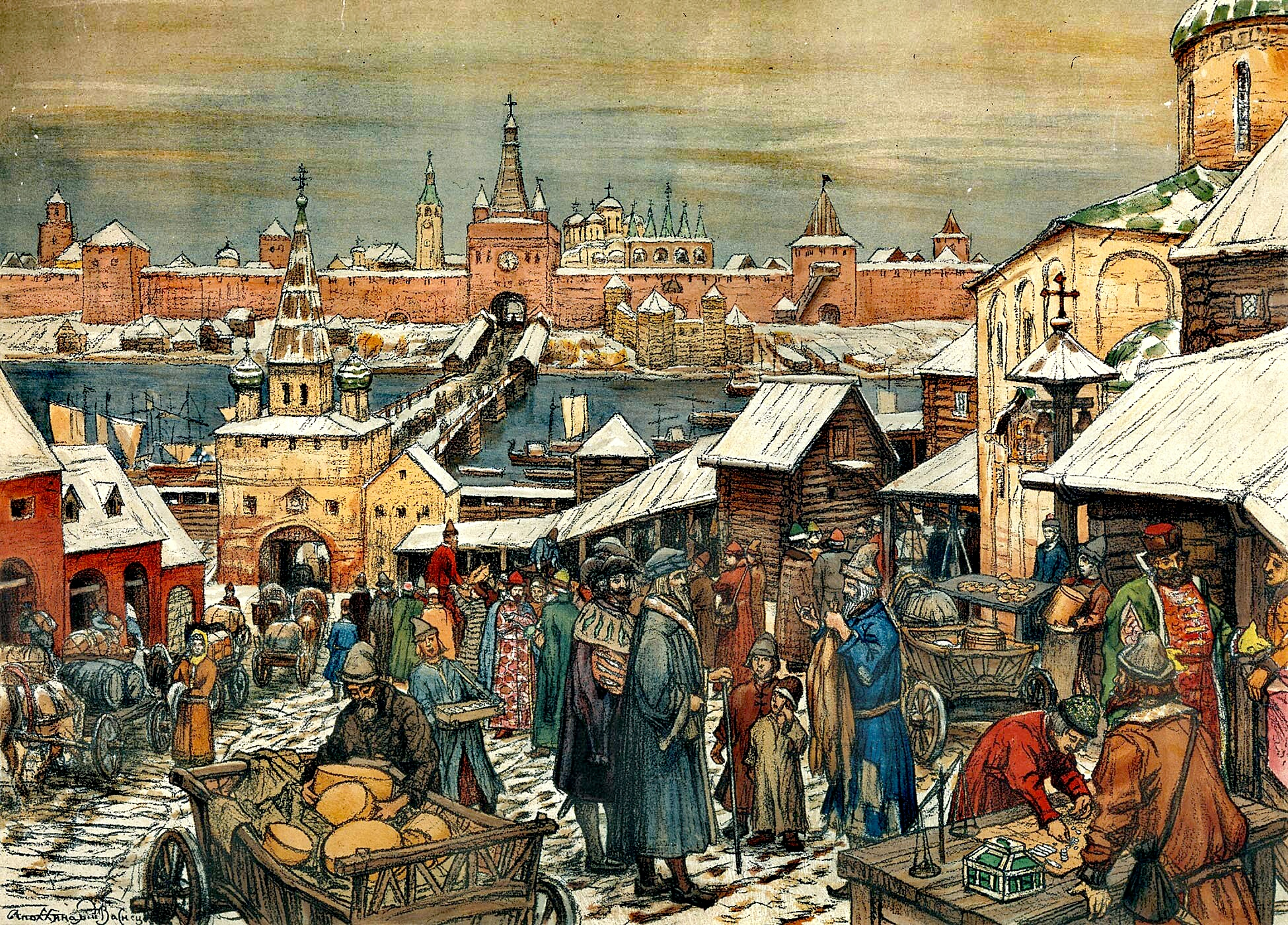
Mercat de Nóvgorod, d'Apol·linari Mikhailovitx Vasnetsov
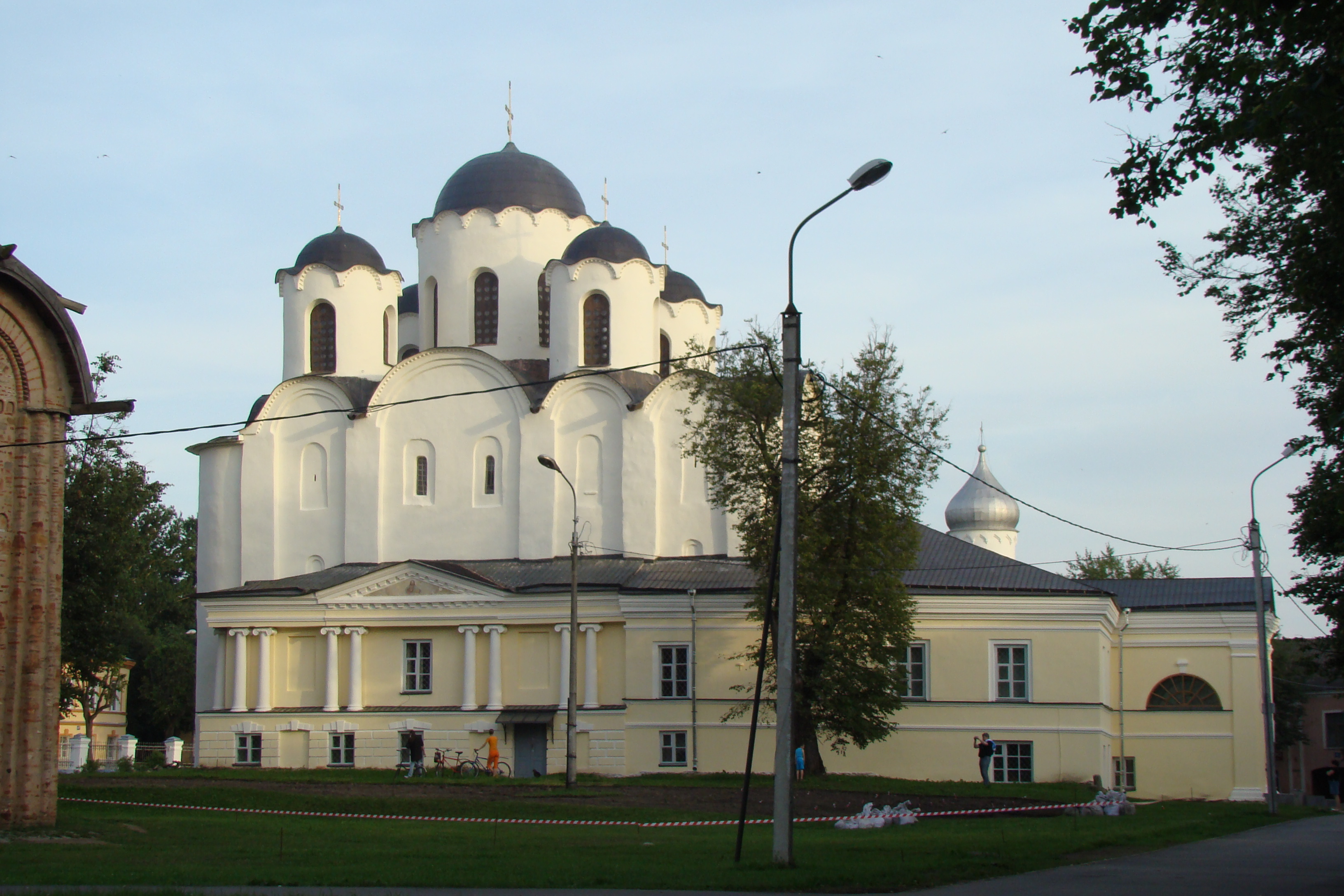
Catedral de Sant Nicolau
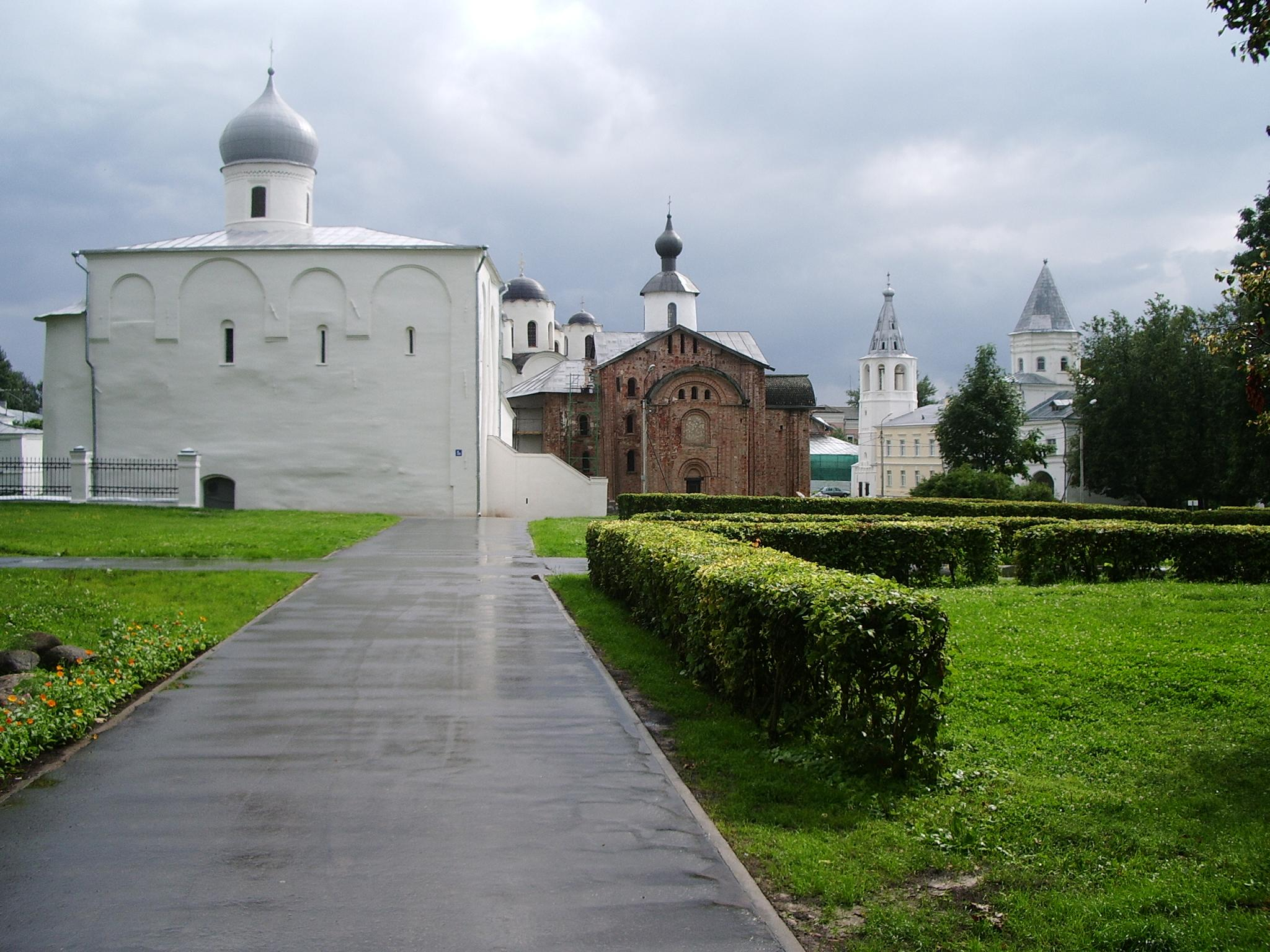
Vista d'algunes esglésies
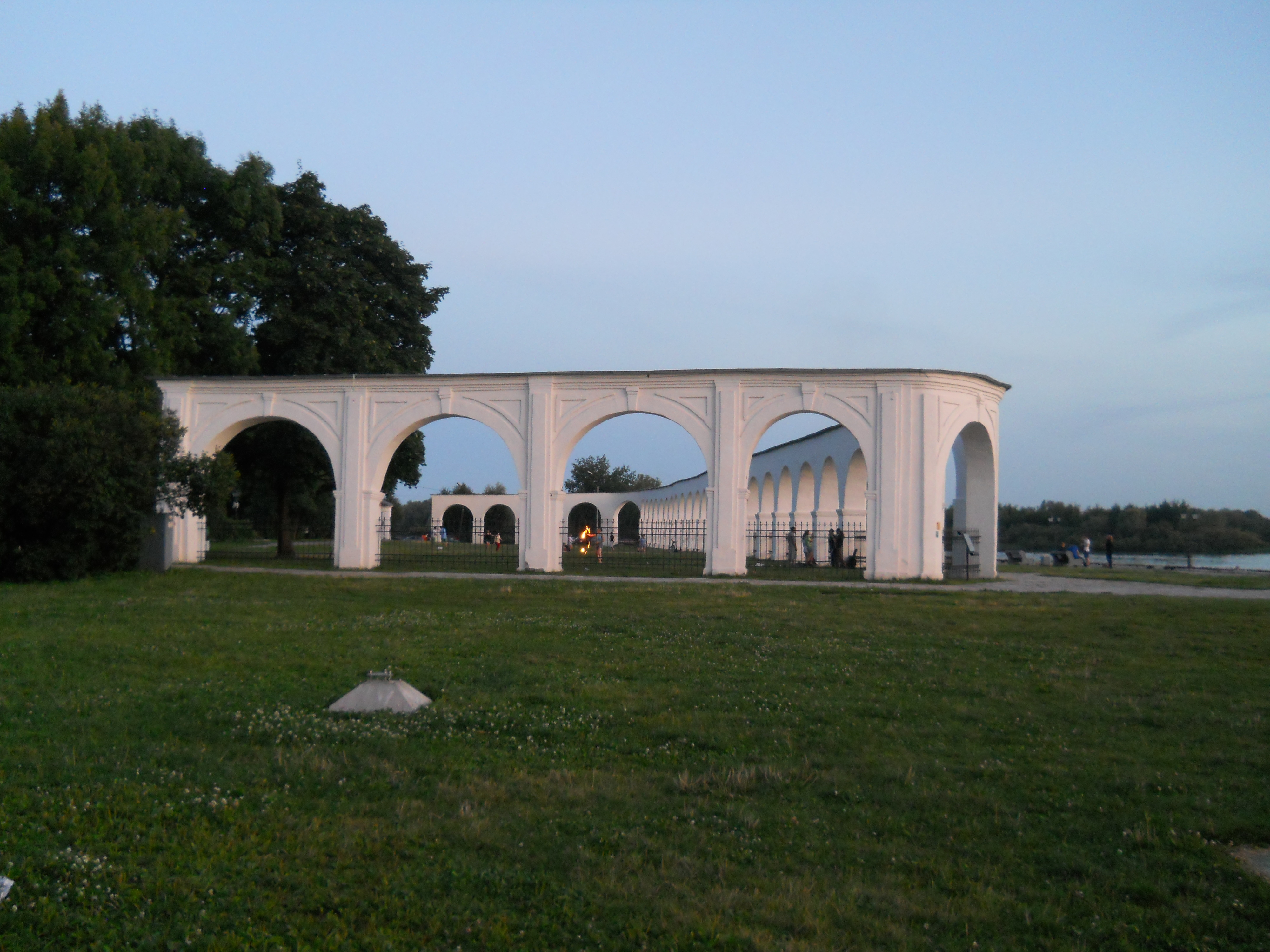
Arcades de la Cort i del mercat